# Papu Gómez
Alejandro Darío Gómez, mais conhecido como Papu Gómez, (Buenos Aires, 15 de fevereiro de 1988) é um futebolista argentino que atua como meio-campista ou  ponta-esquerda. Atualmente, está no Padova.

## Carreira

### Arsenal de Sarandí
Gómez começou a carreira no Arsenal de Sarandí, onde conquistou a Copa Sul-Americana de 2007.

### San Lorenzo
Em 2009, ele assinou com o San Lorenzo em troca de U$ 2 milhões, por 50% dos direitos econômicos.

### Catania
Em 21 de julho de 2010, o San Lorenzo anunciou a venda de Gomez ao Catania, por 3 milhões de euros.Oito dias depois, o clube Etna anunciou oficialmente a contratação do jogador.Ele fez sua estreia em 12 de setembro de 2010, aos 22 anos, entrando como substituto de Ricchiuti aos 58 minutos em uma vitória por 2-1 contra o Parma. Ele jogou pela primeira vez como titular na vitória em casa contra o Cesena por 2 a 0. Em 17 de outubro de 2010, durante o Catania-Napoli, ele marcou seu primeiro gol com a camisa do Etna aos 69 minutos (o jogo terminou 1-1).
Após 3 temporadas, ele encerrou sua experiência na Sicília com um saldo de 111 jogos e 18 gols.

### Metalist
Em 2 de agosto de 2013, ele foi vendido por 7 milhões de euros para o Metalist Kharkiv.No entanto, a experiência em solo ucraniano não se mostra a mais feliz, devido às delicadas condições políticas atravessadas pelo país, que induzem o jogador a pedir para ser transferido, apesar de uma boa temporada em que (com o número 15 nos ombros) ele entra em campo em 23 ocasiões e marca três gols.

### Atalanta
Em 1 de setembro de 2014, ele foi contratado pela Atalanta e retornou à Itália.Ele marcou seu primeiro gol com a equipe Orobic em 26 de abril de 2015, em um empate em casa por 2-2 contra o Empoli.No dia 18 de outubro seguinte, ele fez um gol olímpico na partida contra Carpi, vencendo por 3-0
Na temporada 2016/17, Papu marcou 16 gols em 37 jogos da liga, ajudando a Atalanta a terminar em quinto lugar.
Na temporada 2019-20, ele contribuiu para o desempenho da Atalanta, na liga, ele marcou 16 assistências, o maior número na Serie A, e foi selecionado como o meio-campista da Serie A do ano por suas performances, como ajudar a se qualificar para a Liga dos Campeões pelo segundo ano consecutivo
Encerrou sua passagem por Bergamo na temporada 2020/21, devido problemas com o treinador no mercado de inverno.

### Sevilla
Em 2021 é contratado pelo Sevilla, após 6 anos na Atalanta até 2024, por um valor entre 5,5 e 8 milhões de euros. Ele estreou com a camisa branca e vermelha em uma partida da Copa do Rei contra o Almería. Nessa mesma semana, marcou o seu primeiro golo num jogo correspondente à competição do campeonato. No fim da temporada 2022-23, rescindiu seu contrato com o clube andaluz.

### Monza
Em junho de 2023, assinou com o Monza, para a disputa da liga italiana. Em outubro de 2023, Papu foi testado positivo no exame antidoping, pela substância terbutralina. O jogador recebeu uma punição de 2 anos, mas não teve seu contrato rescindido no primeiro momento.

### Padova
Após o fim de seu contrato com o Monza, Gomez acertou sua ida ao Padova para a disputa da série B italiana, porém sua estreia só poderá ocorrer após o fim do período suspensivo, no dia 20 de outubro de 2025. 

## Seleção Argentina

### Seleção Sub-20

#### Copa do Mundo FIFA sub-20 2007
O jogador esteve presente na campanha vencedora da Argentina sub-20 no mundial de 2007, alcançando o bicampeonato consecutivo. O jogador esteve presente em 2 partidas: Contra a Coreia do Norte, pelo último jogo da fase de grupos, e Polônia, nas oitavas de final.[carece de fontes?]

### Seleção Principal
O jogador foi convocado pela primeira vez por Jorge Sampaolli para os amistosos contra o Brasil e Singapura. Apesar de não ter participado do primeiro jogo, o jogador atuou no segundo onde fez 1 gol e 1 assistência, na goleada de 6-0.

#### Eliminatórias para a Copa do Mundo 2018

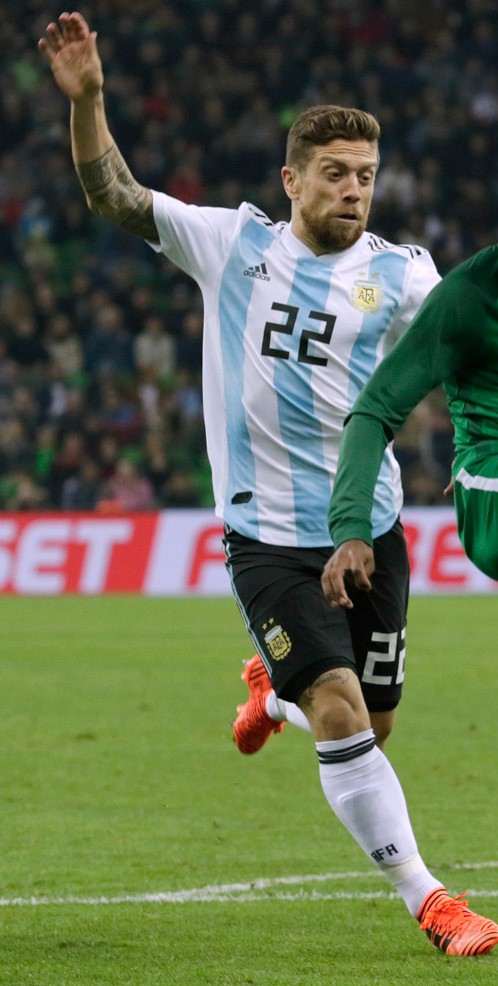
Papu Gómez em ação pela seleção argentina, em 2018.

O jogador esteve presente nas Eliminatórias da Copa do Mundo FIFA de 2018 - América do Sul, jogando apenas 1 jogo contra o Peru. Na ocasião, o jogo terminou em um empate sem gols. Por conta de sua baixa frequência de convocação para as Eliminatórias, Alejandro ficou de fora da Copa do Mundo de 2018.

#### Eliminatórias para a Copa do Mundo de 2022
Após ficar 3 anos e 2 dias afastado dos gramados em jogos da seleção argentina, Papu reapareceu na convocação para os jogos no mês de outubro e novembro. Apesar de ter tido 4 oportunidades de entrar em campo, o argentino apenas esteve presente apenas por 1 minuto na vitória sob o Peru por 2-0. Esse seria seu último jogo antes da convocação para a Copa América de 2021.
Ao todo, o jogador faria 17 jogos, 3 gols e 4 assistências nas Eliminatórias.[carece de fontes?]

#### Copa América de 2021
Por estar frequentemente presente nas convocações do técnico Lionel Scaloni, Papu teve mais um chamado. Dessa vez para disputar a Copa América no ano de 2021. Ele esteve presente apenas nos últimos dois jogos da seleção na fase de grupos. Em sua última atuação, Alejandro, contra a Bolívia, fez 1 gol e deu 1 assistência em uma partida que terminaria 4-1 para os argentinos.
No fim da competição, ele viu a Argentina ser campeã da Copa América após derrotar o Brasil na final por 1-0.

#### Copa dos Campeões CONMEBOL-UEFA 2022
O argentino esteve convocado para disputar a final contra o vencedor da Eurocopa de 2020, a Itália. Mas não chegou atuar na vitória de sua seleção por 3-0.

#### Copa do Mundo 2022
O jogador figurou mais uma vez para a convocação da Argentina para uma competição oficial. Pela Copa do Mundo de 2022, o jogador estreou junto com sua seleção na derrota diante a Arábia Saudita, e só foi ter seu segundo, e último, jogo nas oitavas de final, quando os sul-americanos bateram a Austrália por 2-1.
Após isso, o jogador passou a ser relacionado para a maioria dos jogos, com exceção da semifinal, quando esteve com uma lesão muscular. E viu sua seleção ser campeã novamente, dessa vez sagrando-se tricampeã da Copa do Mundo. Um dia antes da final da copa, Papu Gómez teve a sua camisa "abençoada" pelo Papa da época, o argentino Jorge Mario Bergoglio, conhecido como Papa Francisco, recebeu a camisa 17, de Alejandro, do agente do jogador, Giusepe Riso. O encontro foi registrado em foto.

## Títulos
Arsenal de Sarandí
- Copa Sul-Americana: 2007
- Copa Suruga: 2008

Sevilla
- Liga Europa da UEFA: 2022–23
- Desafio de Clubes da UEFA–CONMEBOL: 2023[43]

Seleção Argentina
- Mundial Sub-20: 2007
- Copa América: 2021
- Copa dos Campeões CONMEBOL–UEFA: 2022
- Copa do Mundo FIFA: 2022

### Prêmios individuais
- Seleção da Liga dos Campeões da UEFA: 2019–20[44]